# Umberto Somma
Umberto Somma, italijanski general, * 20. november 1878, Pistoia, † 31. december 1955, Rim.